# Pavel Brutt
Pavel Brutt (29 de janeiro de 1982, Sosnovy Bor) é um ciclista profissional russo.